# Carlo Furno

Kardinalswappen

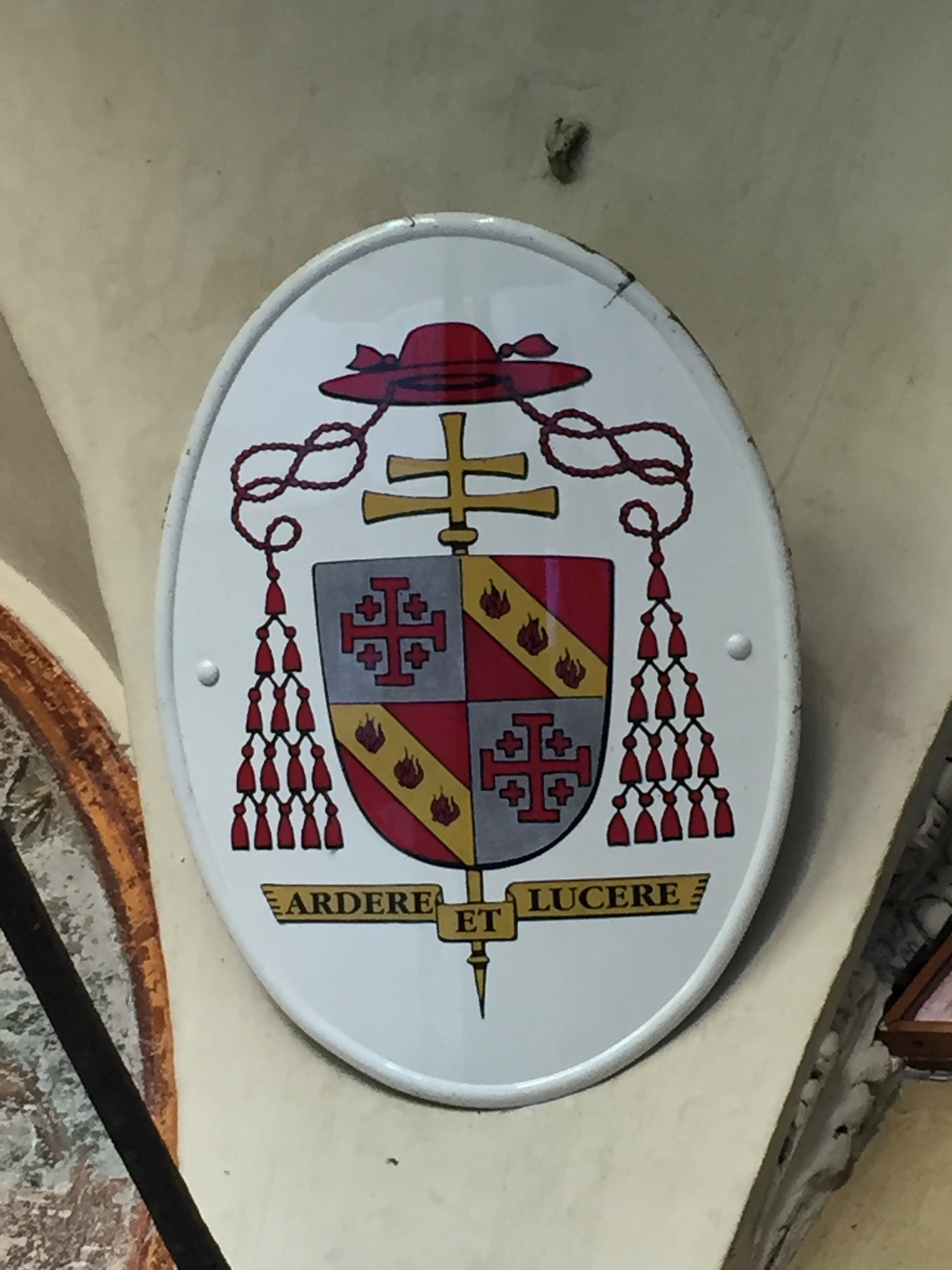
Wappentafel in Furnos Titelkirche Sant’Onofrio al Gianicolo

Carlo Kardinal Furno (* 2. Dezember 1921 in Bairo Canavese, Provinz Turin, Königreich Italien; † 9. Dezember 2015 in Rom) war ein Diplomat des Heiligen Stuhls sowie Kurienkardinal der römisch-katholischen Kirche. Von 1995 bis 2007 war er Kardinal-Großmeister des Ritterordens vom Heiligen Grab zu Jerusalem.

## Leben
Carlo Furno wuchs in Aglié Canavese in der Provinz Turin auf. Nach der Grundschule in Aglié besuchte er das Kleine Seminar in Ivrea und studierte ab 1938 am Diözesanseminar in Ivrea Philosophie und Katholische Theologie. Noch im Zweiten Weltkrieg am 25. Juni 1944 empfing er in Ivrea das Sakrament der Priesterweihe. Anschließend arbeitete er drei Jahre lang als Kaplan in Ozegna im Bistum Ivrea, ehe er zwecks weiterführender Studien freigestellt wurde. 1948/49 studierte er Theologie am Päpstlichen Athenaeum der Salesianer in Turin. Am Päpstlichen Römischen Priesterseminar in Rom wurde er 1953 nach dem Studium des Kanonischen Rechts als auch des Zivilrechts zum Doktor beider Rechte (Dr. iur. utr.) promoviert.
Parallel absolvierte er 1951 bis 1953 eine Ausbildung an der Päpstlichen Diplomatenakademie und trat in den diplomatischen Dienst des Vatikans ein. Er war Attaché und Sekretär der Apostolischen Nuntiatur in Kolumbien (1953/57) und Ecuador (1954/57) und Sekretär der Apostolischen Delegation in Jerusalem (1957/62). Von 1962 bis 1973 arbeitete Carlo Furno in der Ersten Sektion des Staatssekretariates in Rom und war ab 1966 zusätzlich Dozent an der Päpstlichen Diplomatenakademie.
Am 1. August 1973 ernannte ihn Papst Paul VI. zum Titularerzbischof von Abari und zum Apostolischen Nuntius in Peru. Die Bischofsweihe empfing Carlo Furno am 16. September desselben Jahres durch Kardinal Paolo Bertoli; Mitkonsekratoren waren Kurienerzbischof Agostino Casaroli und der Bischof seiner Heimatdiözese Ivrea, Luigi Bettazzi. Sein bischöfliches Motto war Ardere et lucere („Brennen und leuchten“).
Von 1978 bis 1982 war er Apostolischer Nuntius im Libanon, von 1982 bis 1992 versah er die gleiche Aufgabe in Brasilien. 1992 wurde er Apostolischer Nuntius in Italien.
Papst Johannes Paul II. nahm ihn am 26. November 1994 als Kardinaldiakon mit der Titeldiakonie Sacro Cuore di Cristo Re in das Kardinalskollegium auf und übertrug ihm in der Folgezeit bei mehreren Anlässen die Leitung Päpstlicher Delegationen.
Carlo Kardinal Furno wurde von Papst Johannes Paul II. am 21. Dezember 1995 zum Kardinal-Großmeister des Ritterordens vom Heiligen Grab zu Jerusalem ernannt.
Vom 6. Juni 1996 bis November 1998 war er Päpstlicher Delegat für die Basilika San Francesco von Assisi. 1997 wurde er zum Erzpriester der Patriarchalbasilika Santa Maria Maggiore ernannt. Am 24. Februar 2005 wurde er zunächst unter Beibehaltung seiner Titeldiakonie, die pro hac vice zur Titelkirche erhoben wurde, zum Kardinalpriester ernannt. Im Jahr 2006 optierte er schließlich auf die Titelkirche Sant’Onofrio am Verwaltungssitz des Ritterordens vom Heiligen Grab zu Jerusalem. Das Amt des Erzpriesters übte Furno bis zu seinem altersbedingten Rücktritt im Jahre 2004 aus. Sein Rücktrittsgesuch als Kardinal-Großmeister des Ritterordens vom Heiligen Grab zu Jerusalem nahm Papst Benedikt XVI. am 27. Juni 2007 an.
Am Konklave 2005 sowie am Konklave 2013 nahm er nicht teil, da er die Altersgrenze von 80 Jahren bereits überschritten hatte.
Carlo Furno starb am 9. Dezember 2015 in Rom und wurde in der Patriarchalbasilika Santa Maria Maggiore beigesetzt.

## Ehrungen und Auszeichnungen
- 1954: Apostolischer Protonotar supra numerum
- 1966: Ehrenprälat Seiner Heiligkeit
- 1987: Großkomtur des Verdienstordens der Italienischen Republik
- 1994: Großkreuz des Verdienstordens der Italienischen Republik
- 1994: Kollarritter des Ritterordens vom Heiligen Grab zu Jerusalem
- 1996: Ehrenbürgerwürde von Miechów (Polen)[2]
- 2011: Ehrenbürgerwürde von Agliè (Italien)[6]